# Émerson Luiz Firmino
Émerson Luiz Firmino (Campinas, 28 de julio de 1973) es un exfutbolista brasileño que se desempeñaba como delantero.
Jugó para clubes como el Hamburgo SV, Holstein Kiel, Bellmare Hiratsuka, FC Dnipro Dnipropetrovsk, FC St. Pauli, Junior de Barranquilla, Grêmio, MVV Maastricht y KFC Uerdingen 05.

## Trayectoria

### Clubes
| Club                     | País         | Año         |
| ------------------------ | ------------ | ----------- |
| Hamburgo SV              | Alemania     | 1991 - 1994 |
| Holstein Kiel            | Alemania     | 1994 - 1995 |
| Bellmare Hiratsuka       | Japón        | 1995        |
| FC Dnipro Dnipropetrovsk | Ucrania      | 1995 - 1996 |
| FC St. Pauli             | Alemania     | 1996 - 1997 |
| Junior de Barranquilla   | Colombia     | 1997        |
| Grêmio                   | Brasil       | 1997 - 1998 |
| MVV Maastricht           | Países Bajos | 1998 - 1999 |
| KFC Uerdingen 05         | Alemania     | 1999 - 2002 |
| Catar                    | Catar        | 2003        |
| Tianjin Teda             | China        | 2003        |
| 1. FC Union Berlin       | Alemania     | 2004        |
| Club América             | México       | 2005 - 2006 |
| Real España              | Honduras     | 2006 - 2007 |